# AFC Champions League 2022 (fase a gironi)
La fase a gironi della AFC Champions League 2022 si è disputata tra il 7 aprile e il 31 maggio 2022. Partecipano a questa fase della competizione 40 club: 16 di essi si sono qualificati alla successiva fase a eliminazione diretta, che condurrà alle finali del 29 aprile e 6 maggio 2023.

## Date
| Fase          | Sorteggio       | Turno            | Data                    | Data              |
| Fase          | Sorteggio       | Turno            | Est                     | Ovest             |
| ------------- | --------------- | ---------------- | ----------------------- | ----------------- |
| Fase a gironi | 17 gennaio 2022 | Prima giornata   | 15-16 aprile 2022       | 7-8 aprile 2022   |
| Fase a gironi | 17 gennaio 2022 | Seconda giornata | 18-19 aprile 2022       | 10-11 aprile 2022 |
| Fase a gironi | 17 gennaio 2022 | Terza giornata   | 21-22 aprile 2022       | 14-15 aprile 2022 |
| Fase a gironi | 17 gennaio 2022 | Quarta giornata  | 24-25 aprile 2022       | 18-19 aprile 2022 |
| Fase a gironi | 17 gennaio 2022 | Quinta giornata  | 27-28 aprile 2022       | 22-23 aprile 2022 |
| Fase a gironi | 17 gennaio 2022 | Sesta giornata   | 30 aprile-1 maggio 2022 | 26-27 aprile 2022 |

## Formato
In ogni gruppo le squadre si affrontano secondo la formula del girone all'italiana. Le prime classificate di ciascun gruppo accedono alla fase a eliminazione diretta insieme alle tre migliori seconde. Le terze e le quarte classificate sono eliminate.
Nel caso che due o più squadre finiscano a pari punti nel girone, vengono adottati i seguenti criteri in ordine di importanza per stabilire le posizioni nella classifica finale del gruppo:
1. Il maggior numero di punti ottenuti negli scontri diretti fra le squadre finite a pari punti;
2. Nel caso di ulteriore parità: la migliore differenza reti negli scontri diretti fra le squadre finite a pari punti;
3. Nel caso di ulteriore parità: il maggior numero di reti segnate negli scontri diretti fra le squadre finite a pari punti;
4. Nel caso di ulteriore parità si prendono in esame tutte le partite disputate nel gruppo, comprese quelle con le squadre che non sono finite a pari punti;
5. La migliore differenza reti in tutte le partite disputate nel gruppo;
6. Nel caso di ulteriore parità: il maggior numero di reti segnate in tutte le partite disputate nel gruppo;
7. Nel caso di ulteriore parità: il maggior numero di reti segnate in tutte le partite disputate fuori casa nel gruppo;
8. Nel caso di ulteriore parità: il maggior numero di vittorie conseguite in tutte le partite disputate nel gruppo;
9. Nel caso di ulteriore parità: il maggior numero di vittorie conseguite in tutte le partite disputate fuori casa nel gruppo;
10. Nel caso di ulteriore parità avranno una migliore classifica le squadre con meno punti di penalità derivanti dai cartellini gialli e rossi ricevuti durante le partite della fase a gironi: 3 punti per ogni cartellino rosso, 1 punto per ogni cartellino giallo e 3 punti per l'espulsione dovuta a due cartellini gialli;
11. Nel caso di ulteriore parità avranno una migliore classifica le squadre con il miglior coefficiente AFC.

## Squadre
| Legenda                                                                                            |
| -------------------------------------------------------------------------------------------------- |
| Primi e secondi classificati qualificati (agli ottavi di finale della fase a eliminazione diretta) |
| Secondi classificati (eliminati)                                                                   |
| Terzi e Quarti classificati (eliminati)                                                            |

### Zona Ovest
| Squadre   |
| Urna 1    |
| --------- |
| Al-Sadd   |
| Al-Hilal  |
| Foolad    |
| Al-Jazira |
| Al-Duhail |

| Squadre        |
| Urna 2         |
| -------------- |
| Al-Faisaly     |
| Sepahan        |
| Shabab Al-Ahli |
| Al-Rayyan      |
| Al-Shabab      |

| Squadre     |
| Urna 3      |
| ----------- |
| Paxtakor    |
| Al-Wehdat   |
| Mumbai City |
| Istiklol    |
| Ahal        |

| Squadre           |
| Urna 4            |
| ----------------- |
| Al-Quwa Al-Jawiya |
| Al-Gharafa        |
| Al-Taawoun        |
| Nasaf Qarshi      |
| Sharjah           |

### Zona Est
| Squadre           |
| Urna 1            |
| ----------------- |
| Shandong Taishan  |
| Kawasaki Frontale |
| Jeonbuk Hyundai   |
| BG Pathum Utd     |
| Shanghai Haigang  |

| Squadre          |
| Urna 2           |
| ---------------- |
| Urawa Reds       |
| Jeonnam Dragons  |
| Chiangrai Utd    |
| Guangzhou        |
| Yokohama Marinos |

| Squadre            |
| Urna 3             |
| ------------------ |
| United City        |
| HAGL               |
| Johor Darul Ta'zim |
| Lion City Sailors  |
| Kitchee            |

| Squadre        |
| Urna 4         |
| -------------- |
| Melbourne City |
| Sydney FC      |
| Vissel Kōbe    |
| Ulsan HD       |
| Daegu          |

## Sorteggio
| Gruppo | 1ª fascia         | 2ª fascia        | 3ª fascia          | 4ª fascia         |
| ------ | ----------------- | ---------------- | ------------------ | ----------------- |
| A      | Al-Hilal          | Al-Rayyan        | Istiklol           | Sharjah           |
| B      | Al-Jazira         | Al-Shabab        | Mumbai City        | Al-Quwa Al-Jawiya |
| C      | Foolad            | Shabab Al-Ahli   | Ahal               | Al-Gharafa        |
| D      | Al-Duhail         | Sepahan          | Paxtakor           | Al-Taawoun        |
| E      | Al-Sadd           | Al-Faisaly       | Al-Wehdat          | Nasaf Qarshi      |
| F      | Shandong Taishan  | Urawa Reds       | Lion City Sailors  | Daegu             |
| G      | BG Pathum Utd     | Jeonnam Dragons  | United City        | Melbourne City    |
| H      | Jeonbuk Hyundai   | Yokohama Marinos | HAGL               | Sydney FC         |
| I      | Kawasaki Frontale | Guangzhou        | Johor Darul Ta'zim | Ulsan HD          |
| J      | Shanghai Haigang  | Chiangrai Utd    | Kitchee            | Vissel Kōbe       |